# Волков Вадим Анатолійович
Вадим Анатолійович Волков (нар. 1 серпня 1974 у Чернівцях) — український російськомовний поет, член НСПУ.

## До життєпису
Закінчив Українську фармацевтичну академію (Харків, 1996). Працював з 1996 там же, у 2002–04 – у ВАТ «Київмедпрепарат», від 2004 – ВАТ «Актавіс». 
Станом на 2020 працює науковим співробітником підприємства «Лен».

## Творчість
Пише російською мовою. 
Автор збірок поезій: «Heroica» (1998, Харків), «Растение»  (2000, Харків), «Пост» (Москва, 2002).
Автор численних публікацій у колективних збірниках, альманахах, періодичних виданнях.
Член Національної спілки письменників України з 2002.
Проживає в Києві.